# Galerie des Cristaux (Chamonix-Mont-Blanc)
La galerie des Cristaux est une galerie d'exposition de France située au Montenvers, sur la commune de Chamonix-Mont-Blanc. Taillée dans la montagne à 1 913 mètres d'altitude, elle présente des cristaux et minéraux typiques du massif du Mont-Blanc et qui sont recherchés par les cristalliers. Elle constitue l'une des attractions du Montenvers avec le panorama sur la Mer de Glace, la grotte de glace et le Glaciorium.